# Норичник Скополи
Нори́чник Скополи (лат. Scrophularia scopolii) — двулетнее травянистое растение, вид рода Норичник (Scrophularia) семейства Норичниковые (Scrophulariaceae).
Вид назван в честь Джованни Антонио Скополи (1723—1788), итальянско-австрийского естествоиспытателя (химика, ботаника, зоолога), профессора в Павии.

## Ботаническое описание
Растение (20)40—100 см высотой, покрытое рассеянными железистыми волосками и простыми отклонёнными волосками, редко почти голое.
Стебель тупо четырёхгранный, прямой, быть может буро-фиолетовый, железисто-опушённый.
Листья тонкие, сердцевидно- или яйцевидно-продолговатые, 4—9 см длиной, 2,5—7,5 см шириной, в основании большей частью сердцевидные, по краю тупо- или остро городчато-зубчатые или крупно, тупо и глубоко дважды зубчатые, быть может рассеянно железистоопушённые, на черешках 0,6—1,5 см длиной.
Цветки многочисленные, на железистоволосистых, 0,8—1,5 см длиной цветоножках, по (1)2—4(5) в полузонтиках на пазушных цветоносах 1,5—2 см длиной, в редком, продолговатом, до 30 см длиной, 3 см шириной, пирамидальном соцветии. Прицветники линейно-ланцетные, почти шиловидные, острые, 1,5—1,8 мм длиной, 0,3 мм шириной. Чашечка 2—4,5 мм длиной, голая или железистоопушённая (желёзки тёмно-пурпуровые), до 2/3 надрезанная, доли её яйцевидно-округлые, 1,5—2,5 мм длиной, 1—2 мм шириной, по краю белоплёнчатые. Венчик зеленовато-пурпуровый, 0,4—1,1 см длиной, верхняя губа его с округлыми лопастями, вдвое превышающими боковые лопасти нижней губы. Тычинки скрытые в венчике, нити их рассеянно железистоопушённые. Стаминодий округлый, почти почковидный, длина его вдвое или более короче ширины. Завязь яйцевидная, 1,5 мм длиной и шириной. Столбик в 2—2½ раза длиннее завязи.
Коробочка яйцевидно-шаровидная или шаровидная, 6—7 мм длиной, 4—5 мм шириной, остроконечная, голая. Семена эллиптические, 0,7 мм длиной, 0,3 мм шириной, тёмно-коричневые. Цветение с мая по сентябрь.
Вид описан из Австрии.

## Распространение
Европа: Австрия, Чехословакия, Венгрия, Польша (юг), Албания, Болгария, Югославия, Греция, Италия (включая Сицилию), Румыния; территория бывшего СССР: Молдавия, Украина (включая Крым), Кавказ (Азербайджан, Грузия, Предкавказье), Волжско-Камский бассейн и в окрестности Саратова; Азия: Иран (северо-запад), Ирак (север), Ливия, Турция.
Растёт в лесах, на каменистых местах на субальпийских лугах.